# Eremodromus gracilis
Eremodromus gracilis là một loài ruồi trong họ Asilidae. Eremodromus gracilis được Paramonov miêu tả năm 1930. Loài này phân bố ở vùng Cổ Bắc giới.